# Musikjahr 1763
Liste der Musikjahre

◄◄ | ◄ | 1759 | 1760 | 1761 | 1762 | Musikjahr 1763 | 1764 | 1765 | 1766 | 1767 | ► | ►►

Weitere Ereignisse
Dieser Artikel behandelt das Musikjahr 1763.

## Ereignisse

### Die Mozarts
- 28. Februar: Leopold Mozart wird durch fürsterzbischöfliches Dekret zum Vizekapellmeister in der Salzburger Hofmusikkapelle ernannt.

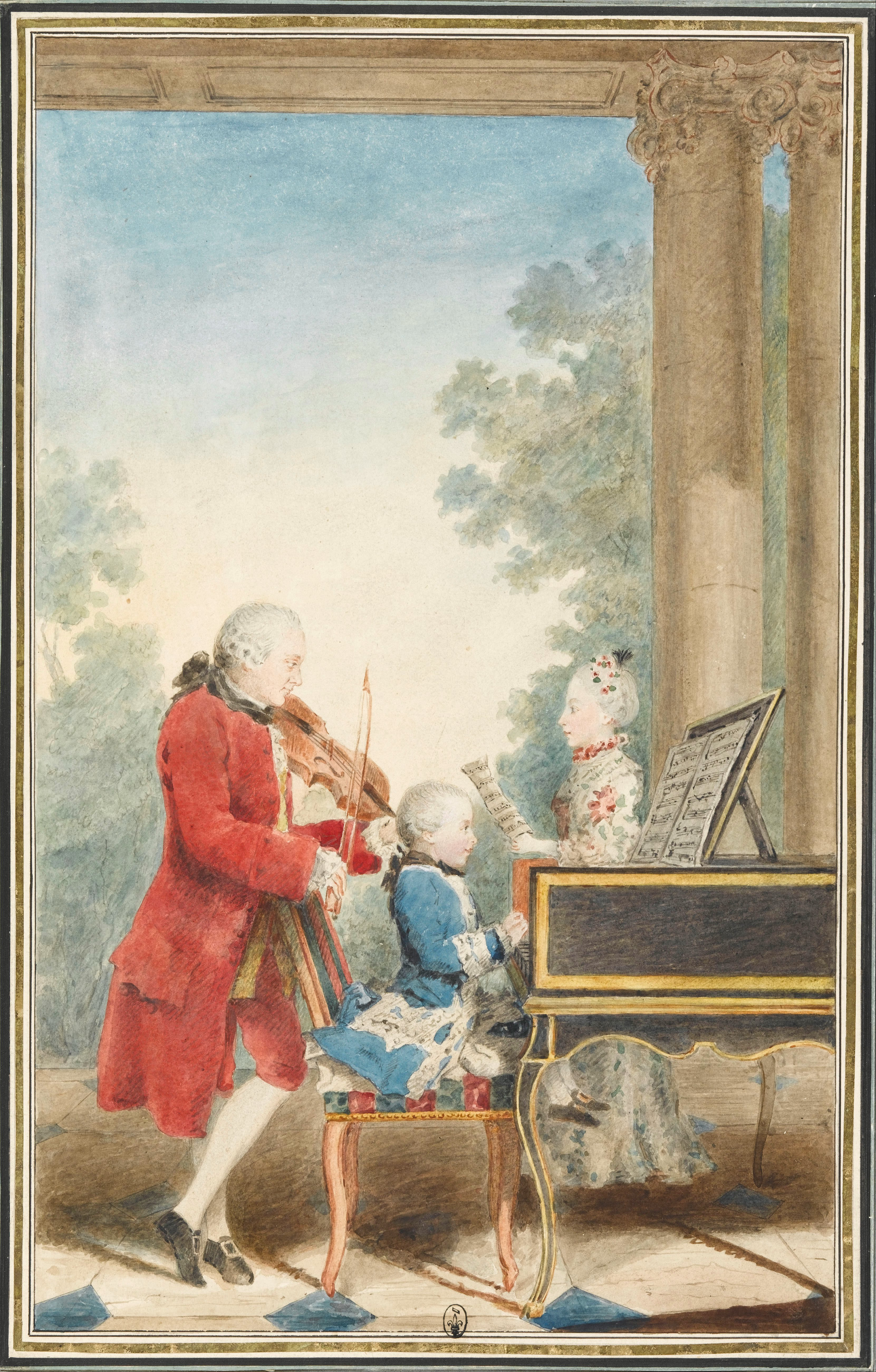
Die Familie Mozart auf Konzertreise 1763

- 09. Juni: Nach dem Erfolg seiner Wunderkinder Wolfgang und Nannerl in Wien und München im Vorjahr organisiert Leopold Mozart eine neue Konzertreise durch Europa mit seinen Kindern, die sie am 18. November unter anderem nach Paris bringt.

### Andere Ereignisse
- 06. April: Das Palais Royal in der Rue Saint-Honoré in Paris, Sitz der Pariser Oper, brennt vollständig aus.
- 14. August: Erzbischof Sigismund III. Christoph von Schrattenbach ernennt Michael Haydn zum Hofkomponisten (Hofmusicus und Concertmeister) in Salzburg.
- Carl Philipp Emanuel Bach veröffentlicht bei Georg Ludewig Winter in Berlin „Sechs Sonaten fürs Clavier“ als „zweyte“ und letzte Fortsetzung seiner Sonatenbände von 1760 und 1761.
- Luigi Boccherini und sein Vater sind von April 1763 bis Ostern 1764 zum dritten und letzten Mal in Wien, wo sie im Orchester des Kärntnertortheaters angestellt sind, unter der Leitung von Gluck (Luigis Schwester Maria Ester ist Primaballerina in Wien). Luigi tritt mehrfach als Solist in eigenen Cellokonzerten und in einer Sinfonia concertante von Florian Gassmann hervor.[1]
- Joseph Haydn komponiert unter anderem seine 12., 13. und 40. Sinfonie.
- Jean-Philippe Rameau komponiert seine letzte Oper Les Boréades, die jedoch zu seinen Lebzeiten nicht mehr aufgeführt wird.

### Uraufführungen
- Karneval: Die Oper Demofoonte von Gian Francesco de Majo auf ein Libretto von Pietro Metastasio hat ihre Uraufführung am Teatro Argentina in Rom.
- 19. Februar: Die Oper Orione von Johann Christian Bach hat ihre Uraufführung am King's Theatre in London.
- 07. Mai: Die Oper Zanaida von Johann Christian Bach wird am King's Theatre in London uraufgeführt.

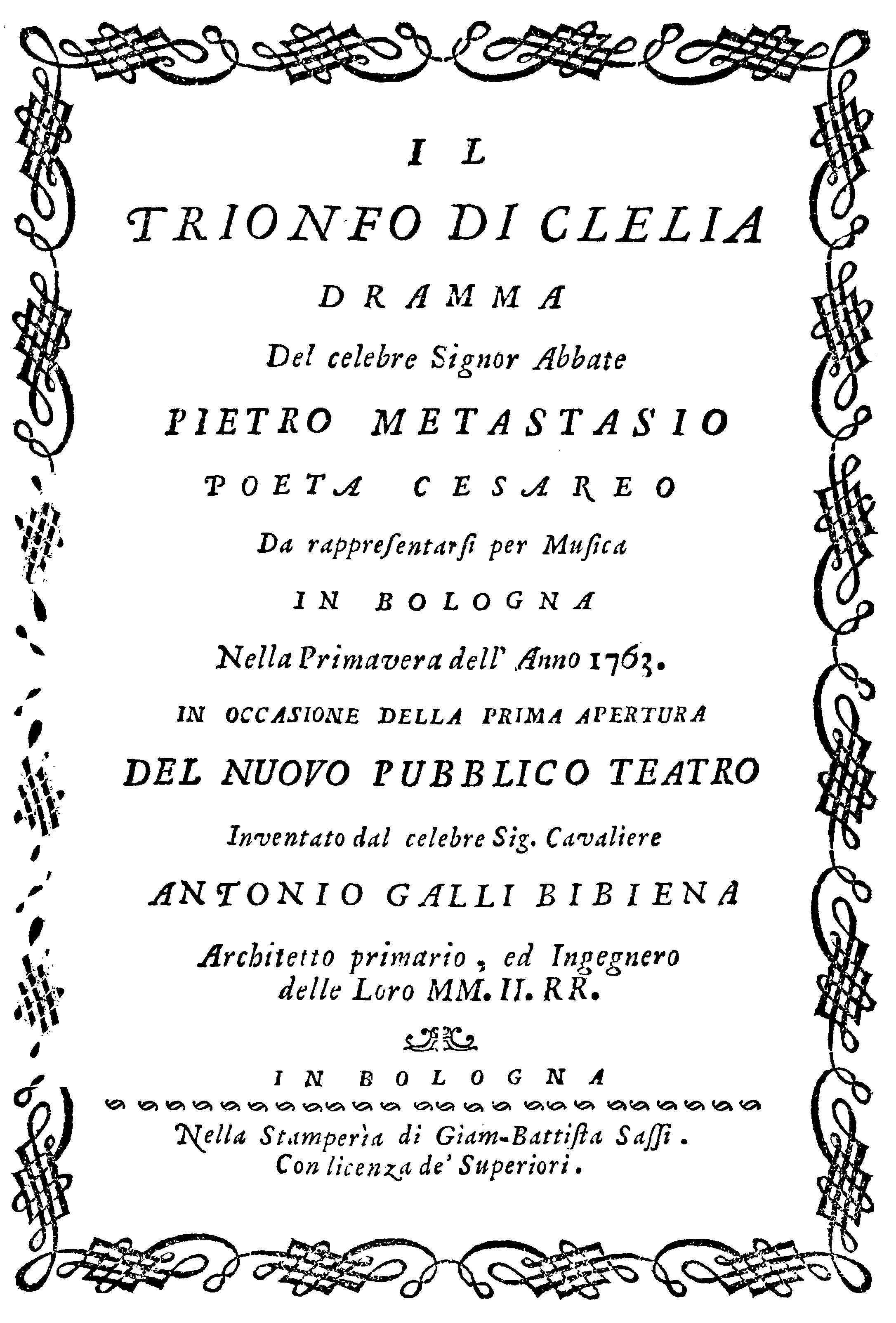
Gluck, Il trionfo di Clelia – Titelblatt des Librettos von 1763

- 14. Mai: Die Oper Il trionfo di Clelia von Christoph Willibald Gluck hat ihre Uraufführung in Bologna zur Eröffnung des von Antonio Galli da Bibiena erbauten dortigen Teatro Comunale.
- 04. Oktober: Die Uraufführung der Oper Ifigenia in Tauride von Tommaso Traetta erfolgt in Wien.
- Herbst: Uraufführung der Opera buffa in drei Akten Il re alla caccia von Baldassare Galuppi (Musik) mit einem Libretto von Carlo Goldoni im Teatro San Samuele in Venedig.
- 26. Dezember: Die zweite Fassung von Glucks Oper Ezio auf das Libretto von Pietro Metastasio wird am Burgtheater in Wien uraufgeführt.

## Geboren

### Geburtsdatum gesichert
- 03. Januar: Johann Georg Lämmerhirt, deutscher Komponist und Hofbeamter († 1813)
- 16. Januar: Franz von Walsegg, österreichischer Adeliger und Hobbykomponist, Auftraggeber für Mozarts Requiem († 1827)

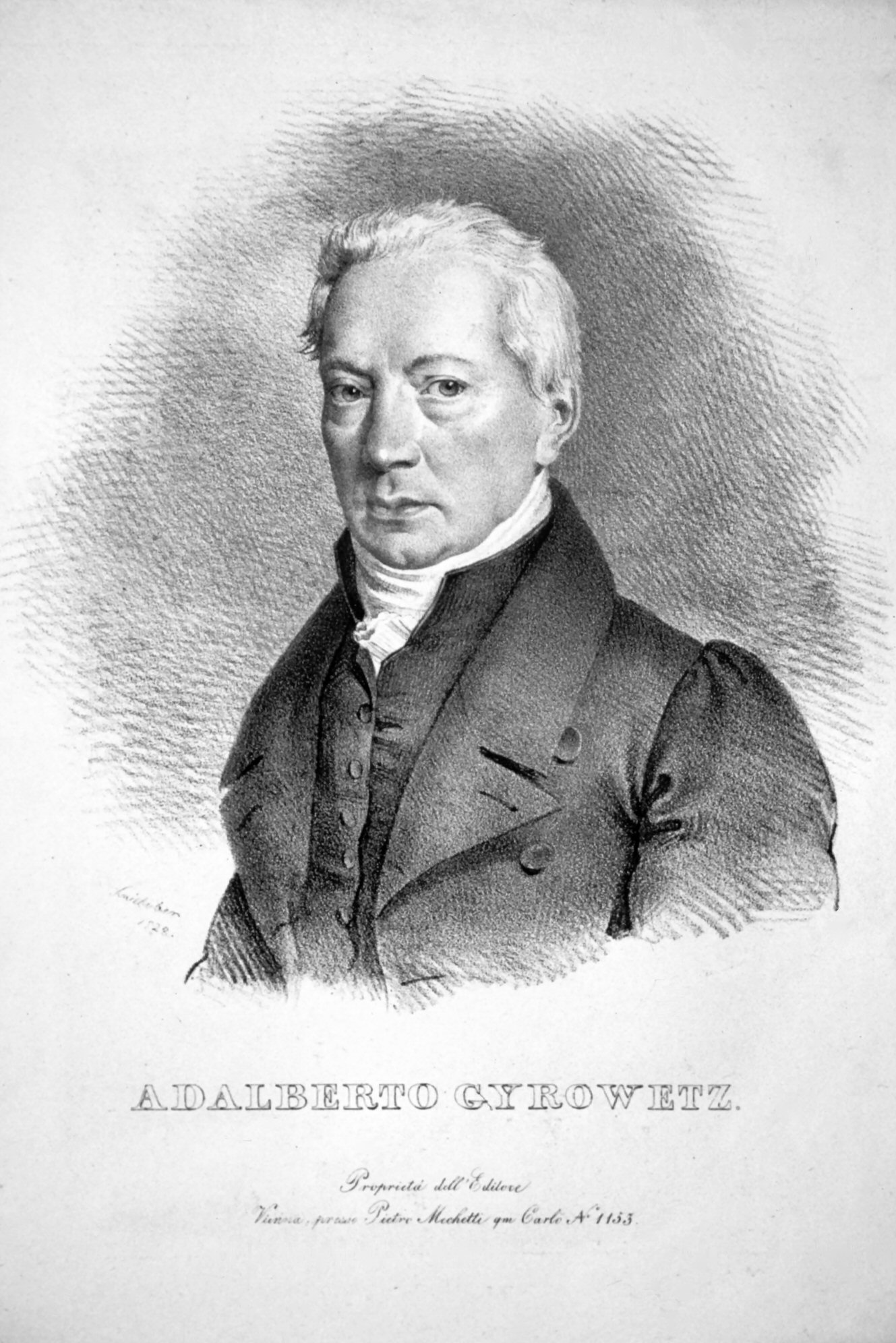
Adalbert Gyrowetz; * 19. Februar

- 19. Februar: Adalbert Gyrowetz, österreichischer Komponist († 1850)
- 06. März: Jean-Xavier Lefèvre, Schweizer Komponist und Musikpädagoge († 1829)
- 07. April: Domenico Dragonetti, italienischer Kontrabassist und Komponist († 1846)
- 15. Mai: Franz Danzi, deutscher Komponist († 1826)
- 01. Juni: Antonio Dall’Occa, italienischer Kontrabassist († 1846)
- 02. Juni: Nanette von Schaden, deutsche Pianistin, Komponistin und Sängerin († 1834)
- 14. Juni: Johann Simon Mayr, deutscher Komponist und Musiklehrer († 1845)
- 22. Juni: Étienne-Nicolas Méhul, französischer Komponist († 1817)
- 29. Juni: Sebastian Demar, französischer Komponist, Pianist, Organist, Pädagoge und Herausgeber von Musikalien († 1832)
- 24. Juli: Louise Müller, deutsche Sängerin und Klavierlehrerin († 1829)
- 24. September: Christian Ludwig Bachmann, deutscher Mediziner und Musikschriftsteller († 1813)
- 00. Oktober: Sophie Haibel, österreichische Sängerin sowie Schwägerin und Krankenpflegerin Wolfgang Amadeus Mozarts († 1846)
- 10. November: František Martin Pecháček, tschechischer Komponist († 1816)
- 28. Dezember: Johann Conrad Wilhelm Petiscus, deutscher Geistlicher, Musikschriftsteller, Musiker und Schriftsteller († 1825)

### Genaues Geburtsdatum unbekannt
- Marcos Coelho Neto, brasilianischer Komponist († 1823)

## Gestorben

### Januar bis Juni
- 03. Januar: Josep Antoni Martí, spanischer Komponist
- 11. Januar: Giovanni Benedetto Platti, italienischer Oboist und Komponist

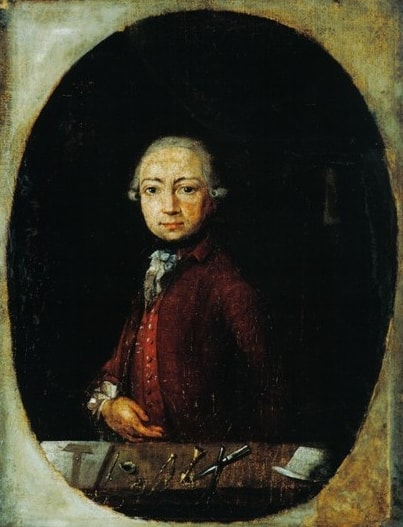
Johann Michael Hartung; † 13. Januar

- 13. Januar: Johann Michael Hartung, deutscher Orgelbauer (* 1708)
- 12. Februar: Gottfried Heinrich Bach, Sohn Johann Sebastian Bachs, möglicherweise Verfasser eines Klavierstücks (* 1724)
- 17. Februar oder nach dem 5. November: Christoph Schaffrath, deutscher Komponist, Cembalist und Musiktheoretiker (* zwischen 1709 und 1711)
- 20. März: Maximilian Hellmann, österreichischer Cymbalist, Paukist und Komponist (* 1702)
- 04. April: Richard Mudge, englischer Pfarrer und Komponist (* 1718)
- 13. April: Christian Zell, deutscher Cembalobauer (* um 1683)
- 28. Mai: Jacob Hochbrucker, deutscher Harfenist, Zupfinstrumentenbauer, Geigenbauer und Lautenmacher (* um 1673)
- 01. Juni: Johann Caspar Vogler, deutscher Organist und Komponist (* 1696)

### Juli bis Dezember

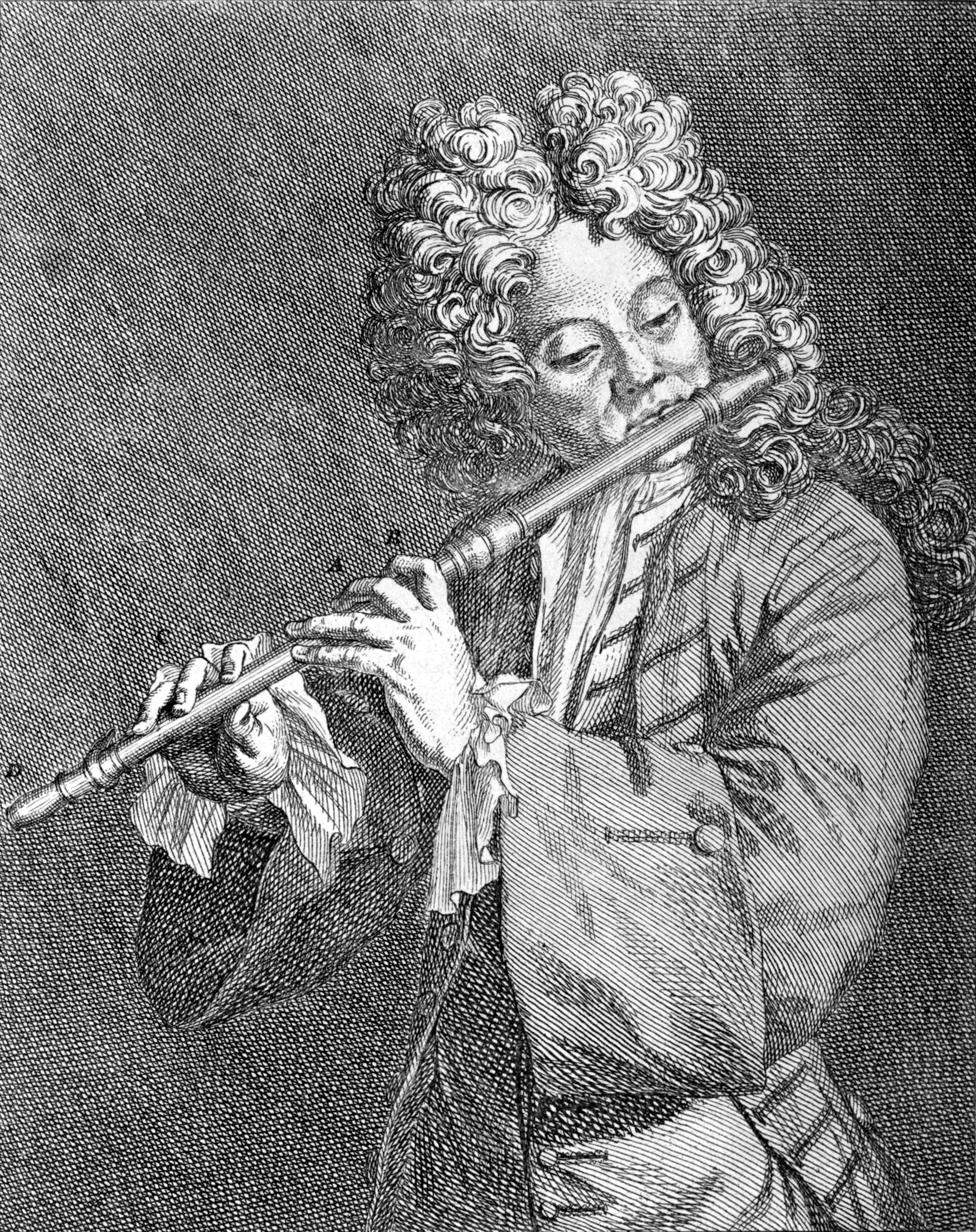
Jacques Martin Hotteterre; † 16. Juli

- 16. Juli: Jacques-Martin Hotteterre, französischer Komponist und Flötist (* 1674)
- 17. Juli: Wenzel Raimund Birck, österreichischer Komponist und Organist (* 1718)
- 09. August: Johann Daniel Hardt, deutscher Gambist und Komponist (* 1696)
- 14. August: Giovanni Battista Somis, italienischer Violinist und Komponist (* 1686)
- 14. September: Johann Philipp Sack, deutscher Komponist und Tastenspieler (* 1722)
- 01. November: Michael Jacob Bagewitz, deutscher evangelischer Theologe und Lieddichter (* 1699)
- 00. November: Giovanni Claudio Pasquini, italienischer Dichter und Librettist (* 1695)

### Genaues Todesdatum unbekannt
- José Herrando, spanisch-valencianischer Violinist und Komponist (* 1720 oder 1721)
- Christian Müller, deutsch-niederländischer Orgelbauer (* 1690)

### Gestorben um 1763
- Johann Gottlieb Janitsch, deutscher Komponist (* 1708)